# Grottaglie
Grottaglie es una ciudad del sur de Italia que pertenece a la provincia de Taranto. Cuenta 32.144 habitantes y es famosa por la cerámica. También son importantes las numerosas cuevas prehistóricas  que rodean la ciudad, desde donde se ha desarrollado.

## Clima
El clima de Grottaglie es mediterráneo con inviernos suaves y veranos calurosos y húmedos. Con un promedio de 564 mm de precipitación anual, las precipitaciones no son abundantes y se concentran en los meses de otoño. Para obtener más informaciones, visite: Grottaglie.it - ProLoco.org

## Monumentos y lugares de interés
El “Castello Episcopio” fue construido en el siglo XIV por el arzobispo de Taranto, Giacomo d'Atri, constructor también de las murallas y de la iglesia principal. El núcleo original, con la torre del homenaje y el sector oriental, fue ampliado y modificado, con una fachada de época barroca. La torre central, de forma rectangular, consta de tres plantas. Cedido al Municipio por el arzobispo, alberga en las antiguas cuadras el "Museo della Ceramica", que ofrece obras desde el siglo VIII a. C. hasta nuestros días de colecciones públicas y privadas. El museo está dividido por secciones dedicadas a la arqueología, cerámica tradicional, cerámica contemporánea, mayólica y una interesante colección de belenes. 
En la parte derecha de la quebrada de la “Lama del Fullonese”, larga unos 800 metros, que cruza el monte Fellone, está la iglesia rupestre de origen medieval dedicada a los apóstoles Pedro y Pablo, construida en el siglo VI d. C., más tarde conocido como San Pedro de los Judíos. El edificio se caracteriza por dos elementos con un altar de roca cortada, sobre la que se colocaba un crucifijo flanqueado por la Virgen, San Juan Evangelista, San Pablo y San Leonardo. A la izquierda de la iglesia se encuentra una cueva conocida como “Casa dei Pellegrini”.
La casa natal de San Francesco De Geronimo está a lado de la iglesia homónima.
La “Chiesa Madre”, construida sobre una antigua cueva donde se conserva un fresco de la Virgen, surge en el siglo XV, después de la donación del Rev. Don Romano de la Colegiata de María Santissima Annunziata. Fue monasterio carmelita del que conserva el jardín de la Hermandad, así como el claustro con frescos, el cual se encuentra a la derecha del antiguo complejo de la Iglesia. Al interior del claustro fue restaurado entre 1997 y 1999 un enorme "Ciclo di Elia" y en el interior de la iglesia hay pinturas y cerámicas de gran valor. Entre las pinturas se encuentra un “Finoglio” tras la pila bautismal y los retratos de los padres de la iglesia original en la sacristía. En la sacristía se conservan también preciosas cerámicas del Maestro Emanuele Esposito, a las cuales se añaden un crucifijo de madera guardado en una de las capillas laterales y la pieza sacra más valiosa de la ciudad: Un belén en piedra polícroma, realizado por Stefano da Putignano en 1530.
Barrio de la cerámica
Situado al sur del centro de la ciudad fue el lugar principal de residencia y trabajo de los artesanos de la cerámica desde el siglo XVIII, todavía hay cierta actividad comercial y manufacturera dedicada a la fabricación de la cerámica.
Palacio Cicinelli
Remanente del siglo XV, fue sede de la familia Caracciolo-Cicinelli, del que solo se conserva el cuerpo principal.
Palacio Urselli 
También del XV, típicamente barroco, con evidencias de su primitiva la fachada renacentista.
Palacio Maggiulli-Cometa 
Ejemplo del barroco salentino
Palacio Blasi 
Situado en Corso Vittorio Emanuele, cerca del Palacio Urselli.
Para obtener más informaciones, visite: Grottaglie.it - ProLoco.org

## Evolución demográfica
| Gráfica de evolución demográfica de Grottaglie entre 1861 y 2001 |
|                                                                  |
| Fuente ISTAT - elaboración gráfica de Wikipedia                  |

El análisis de la estructura de la evolución demográfica (del 2002 al 2017, es dividido en tres fajas de edad con los siguientes incrementos:
- Jóvenes 0-14 años + 20,03%;

- Adultos 15-64 años + 63,03%;

- Ancianos 65 años y más allá de + 13,04%.

## Cultura
Dialecto: Es una variante del dialecto brindisino o salentino septentrional
Para obtener más informaciones, visite: Grottaglie.it - ProLoco.org

## Agricultura
Las principales producciones son el aceite de oliva y la uva de mesa con denominación de origen Uva de Puglia
Para obtener más informaciones, visite: Grottaglie.it - ProLoco.org